# Alanen Vittajärvi
Alanen Vittajärvi är en sjö i Pajala kommun i Norrbotten och ingår i Kalixälvens huvudavrinningsområde. Alanen Vittajärvi ligger i Torne och Kalix älvsystem Natura 2000-område.